# کنده قبرستان
کنده قبرستان، روستایی از توابع بخش مرکزی شهرستان سمیرم در استان اصفهان ایران است.

## جمعیت
این روستا در دهستان وردشت قرار دارد و بر اساس سرشماری مرکز آمار ایران در سال ۱۳۸۵، جمعیت آن ۱۷ نفر (۴ خانوار) بوده‌است.